# Sismo de Chillán de 1939
O sismo de Chillán de 1939 foi um sismo que sacudiu Chillán e todas as cidades circunvizinhas, em 24 de janeiro de 1939, com uma magnitude de 7,8 na escala de Richter.
Ostenta o recorde de maior número de mortos de um sismo na história do Chile, com cerca de 30 000 vítimas.

## Desenvolvimento

### O terremoto em Chillán
Às 23h32min local, o terreno sob Chillán começou a sacudir fortemente, destruindo mais da metade dela, cerca de 3 500 casas (incluindo a recém construída Casa Rabié) que até então não havia na cidade.
Após esse movimento, vieram outros, embora menos intensos, que acabaram por deixar a cidade totalmente destruída.
A Catedral de Chillán era até então um dos principais edifícios da área, mas foi totalmente destruída pelo terremoto.

### O terremoto em Concepción

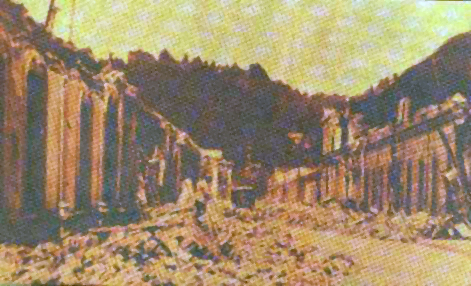
Avenida Barros Arana da cidade de Concepción depois do sismo.

Poucos minutos depois dos tremores de terra em Chillán, às 23h35min, Concepción foi violentamente sacudida pelo terremoto em Chillán. Quase todos os edifícios (cerca de 95% das casas) foram totalmente destruídas.
No instante do sismo acontecia no teatro Concepción uma apresentação. O lustre central, que estava suspenso no teto do teatro, começou a oscilar e as pessoas, apavoradas, fugiam, quando a escada em caracol do teatro ruiu, lançando muitas pessoas no vazio.
No cruzamento das avenidas O'Higgins com a Aníbal Pinto foram colocados os cadáveres, que eram logo levados ao cemitério, e enterrados em grandes valas de terra de até uma quadra de tamanho.
A energia elétrica foi cortada em toda a cidade e dezenas de incêndios foram notificados em vários pontos dela. O fornecimento de água potável, também foi gravemente afetado. Os danos materiais em toda a cidade foram avaliados em mais de três bilhões de pesos da época.
Vários edifícios históricos da cidade foram destruídos, como o Mercado Central e o do Correios do Chile, mas o mais famoso foi a antiga Catedral de Concepción localizada em frente à praça da Independência, que foi seriamente danificada. Suas duas torres inclinaram perigosamente, por isso tiveram que ser demolidas. Outro edifício que foi atingido foi o primeiro edifício da antiga Estação Central de Concepción. Em 1941, iniciou-se a construção do segundo edifício da estação ferroviária.

## Causas em Chillán
A comuna de Chillán está localizada no território continental do Chile. A cidade de Chillán está situada em uma estrutura tectônica do final do período Terciário, na parte do vale longitudinal, que se comunica com o planalto Central.
Morfologicamente o terreno corresponde a uma planície aluvial, com uma predominância de sedimentos fluvio-glaciais, formados durante o Quaternário pela ação dos rios Ñuble e Cato no norte e do rio Chillán no sul, ambos afluentes da grande bacia hidrográfica do Itata. A natureza aluvial do enclave de Chillán é confirmada por estudos geológicos posteriores, realizados após o terremoto de 1939, quando se efetuou uma prospecção de mais de 80 metros de profundidade, sem que fosse encontrada rocha fundamental.